# نهلة زكي
نهلة زكي ولدت في 9 أغسطس 1987 في مدينة 6 اكتوبر هي ممثلة مصرية. قدمت أول أدوارها عام 2008 في فيلم «نمس بوند» أمام هاني رمزي. اعتبرها النقاد وجه جديد واعد في عالم السينما بملامح مصرية جميلة.

## أعمالها الفنية

### من المسلسلات
- نكدب لو قلنا ما بنحبش (2013)
- مزاج الخير (2013)
- كيد النسا - الجزء الثاني (2012)

### من الأفلام
- نمس بوند (2008)
- حبيبي نائما (2008)
- عمر وسلمى 2- الجزء الثاني (2009)
- البيه رومانسى (2009)
- بون سوارية (2010)
- عمر وسلمى 3- الجزء الثالث (2012)
- مهمة في فيلم قديم (2012)

## السجن
في أكتوبر 2017 حكمت محكمة جنح الهرم عليها بالسجن لمدة 3 سنوات مع الشغل وتغريمها مبلغ 2000 جنيه مصري بقضية اختلاس ضد المنتج محمد السبكي.

## وصلات خارجية
- نهلة زكي على موقع IMDb (الإنجليزية)
- نهلة زكي على موقع الدهليز
- نهلة زكي على موقع قاعدة بيانات الأفلام العربية
- نهله زكي في موقع الفيلم